# Aleksiej Popogriebski
Aleksiej Pietrowicz Popogriebski, ros. Алексей Петрович Попогребский (ur. 7 sierpnia 1972 w Moskwie) – rosyjski reżyser i scenarzysta filmowy.
Jego film Jak spędziłem koniec lata (2010) miał premierę w konkursie głównym 60. MFF w Berlinie. Otrzymał Srebrnego Niedźwiedzia za dwie główne role męskie oraz nagrodę za najlepsze zdjęcia.

## Filmografia
- Koktebel (2003)
- Proste sprawy (Prostyje wieszczi) (2007)
- Jak spędziłem koniec lata (Kak ja prowioł etim letom) (2010)